# 35326 Lucastrabla
35326 Lucastrabla este un asteroid din centura principală de asteroizi.

## Descriere
35326 Lucastrabla este un asteroid din centura principală de asteroizi. A fost descoperit pe 7 martie 1997 la Observatorul San Vittore din Bologna. Asteroidul prezintă o orbită caracterizată de o semiaxă mare de 3,17 ua, o excentricitate de 0,14 și o înclinație de 1,1° în raport cu ecliptica.